# Ranunculus ollissiponensis
Ranunculus ollissiponensis är en ranunkelväxtart. Ranunculus ollissiponensis ingår i släktet ranunkler, och familjen ranunkelväxter.

## Underarter
Arten delas in i följande underarter:
- R. o. alpinus
- R. o. carpetanus
- R. o. ollissiponensis

## Bildgalleri

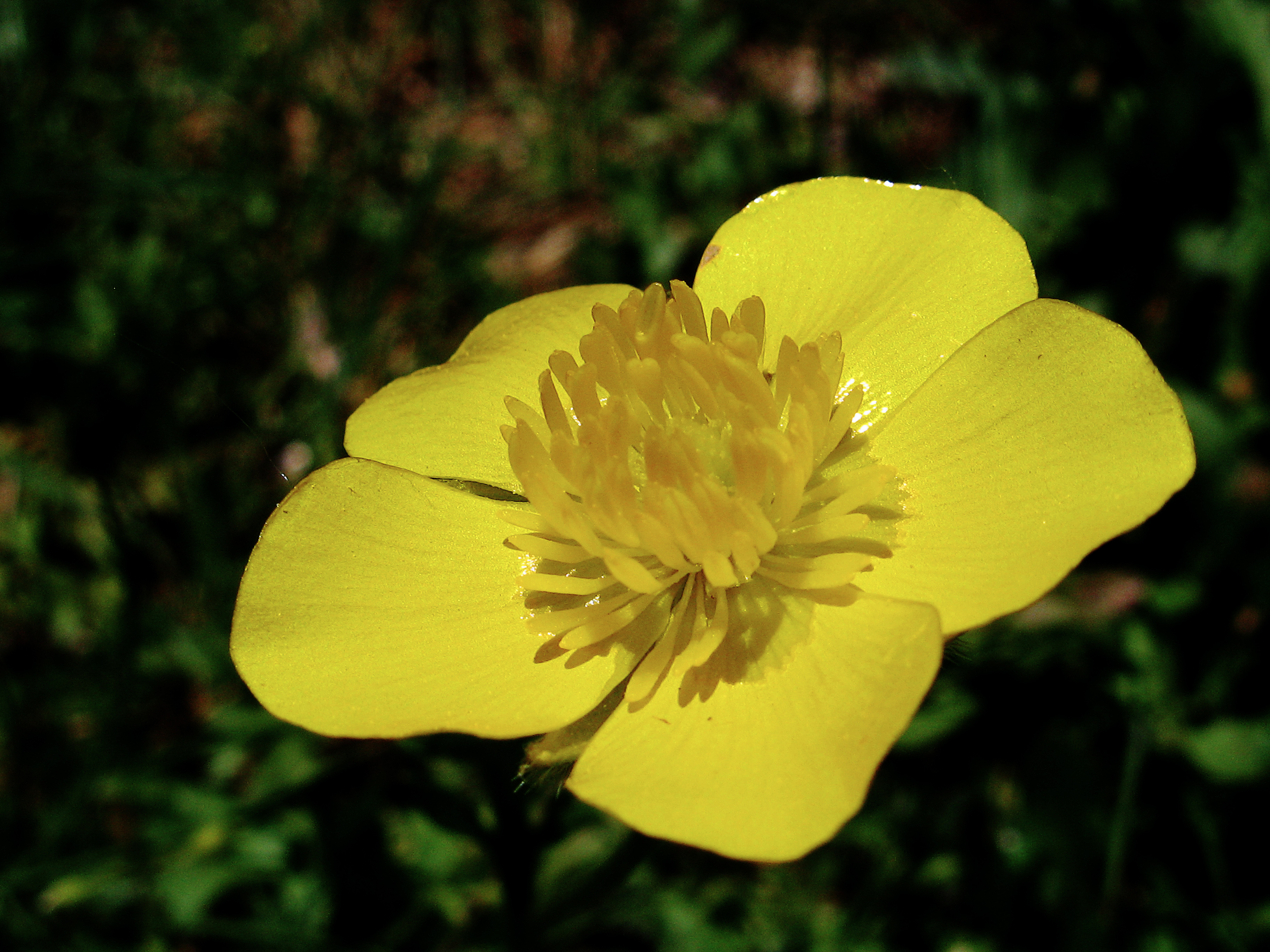
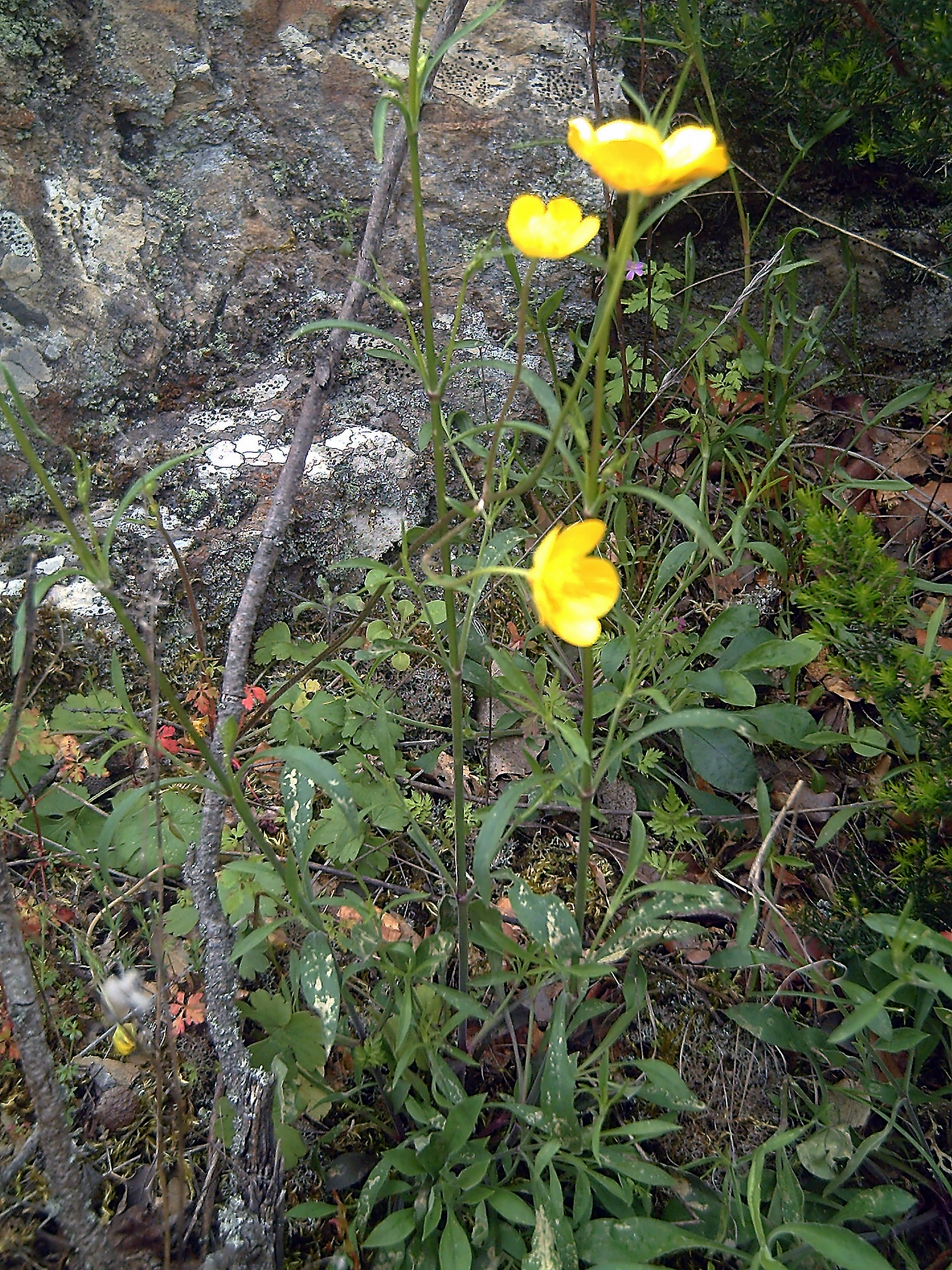